# リーステ
リーステ (ドイツ語: Rieste) は、ドイツ連邦共和国ニーダーザクセン州オスナブリュック郡北部のザムトゲマインデ・ベルゼンブリュックを構成する町村（以下、本項では便宜上「町」と記述する）である。

## 地理

### 位置
リーステは、オスナブリュッカー・ラント北部の州指定の保養地である。ハーゼ川が町内を南北に流れ、高地とハーゼ川沿いの低地とを分けている。西部ではアルフ湖の面積の 5 % ほどがリーステに属している。

### 隣接する市町村
リーステは、北はゲールデおよびベルゼンブリュック、西はアルフハウゼン、南はブラームシェ（エペ地区とゼーゲルン地区）、東はノイエンキルヒェン＝フェルデン（フェヒタ郡）と境を接している。

### 自治体の構成
リーステの町は、リーステ地区とビーステ地区を含む。

## 歴史

### 町村合併
1972年7月1日に廃止された町ビーステの大部分がこの町に合併した。

## 住民

### 人口推移
以下の表は、各年の12月31日時点での町域における人口を示している。
数値は、1987年5月25日の人口調査結果に基づくニーダーザクセン州統計およびコミュニケーション技術局の研究結果である。
1961年（6月6日）と1970年（5月27日）の数値は、1972年7月1日に合併した地域の人口を含む人口調査の結果である。
| 年   | 人口（人） |
| ---- | ---------- |
| 1961 | 1,900      |
| 1970 | 1,998      |
| 1987 | 2,125      |
| 1990 | 2,184      |
| 1995 | 2,591      |
| 2000 | 3,029      |
| 2005 | 3,224      |
| 2010 | 3,301      |
| 2011 | 3,277      |

## 行政

### 議会
リーステの町議会は15議席で構成されている。
この町の町長は、2011年からゼバスティアン・ヒューデポール (CDU) が務めている。

### 紋章
リーステの町の紋章は、赤地に銀でラーガー門が描かれている。8本の突起がある十字は聖ヨハネ・マルタ騎士団を表している。人々は西側からこの門を通って巡礼地に入った。ラーガー門は1697年に建設されたかつての大きな門の遺構である。この建物は1864年に理由は不明だが解体された。この町は主に観光やマーケティング目的でロゴの使用も行っている。これは青と緑の波の上に様式化された「R」の文字が描かれたものである。これは、何世紀も前からこの町を支配する要素である水と、町の緑を表現している。

## 文化と見所

### 建築

#### 巡礼地とラーゲ・コマンドリー

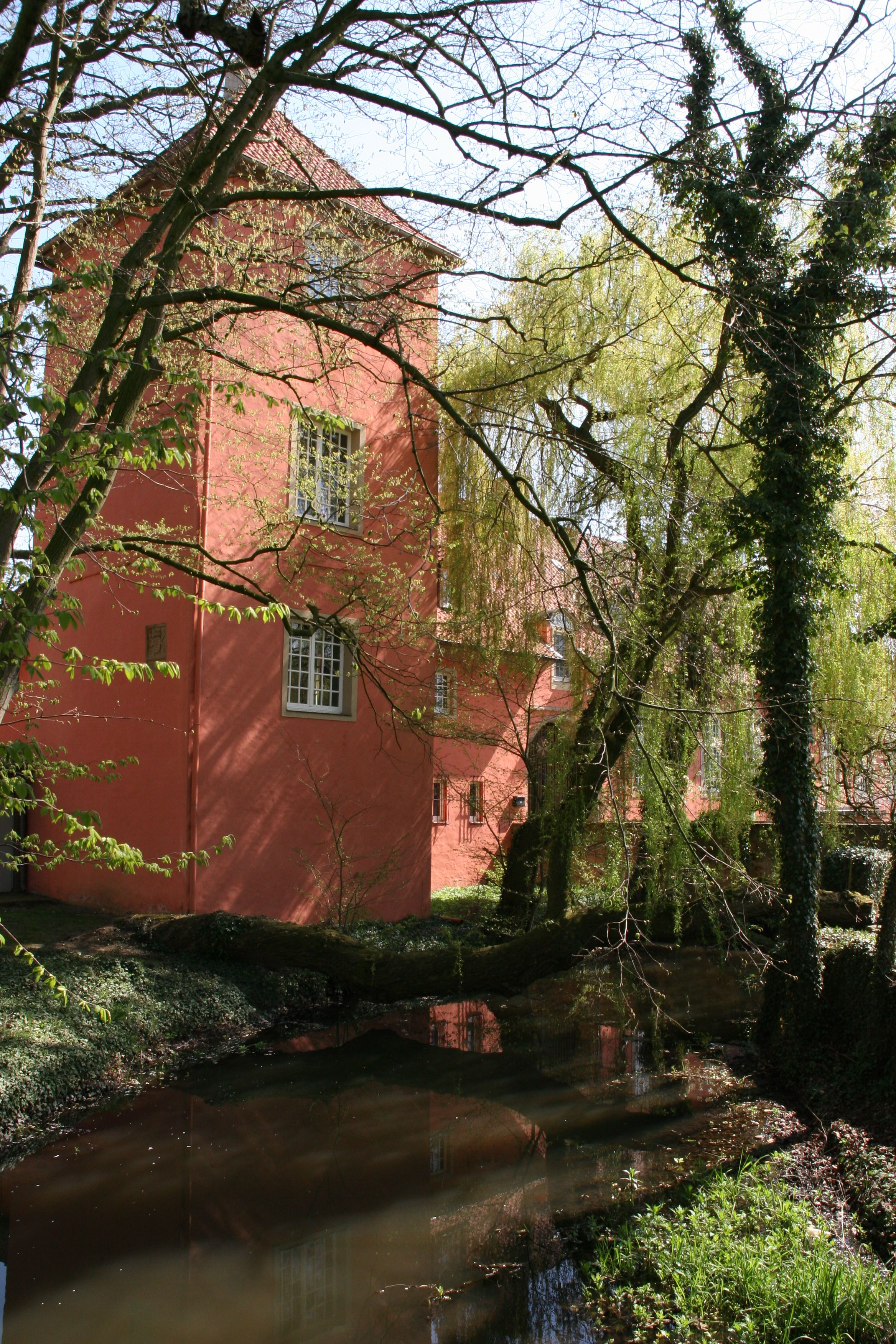
騎士修道会支部の塔

1245年から1810年まで聖ヨハネ・マルタ騎士団はラーゲ・コマンドリーの重要な支部を置いていた。現在の騎士修道会の建築群は三十年戦争の後に建設されたものである。その後、私的な経済的利用がなされた後、1999年に、リーステをその教区下に置くローマ＝カトリックのオスナブリュック司教が騎士修道会の建物を買い取り、クラウゼン/モーゼルのドミニコ会修道院「マーテル・ドロローサ」（悲しみの聖母）の修道女にこれを委託した。これ以降、ラーゲ・コマンドリーの建物はドミニコ会女子修道院「ツーム・ゲクロイツィクテン・エアレーザー」（十字架に掛けられた救い主）となった。

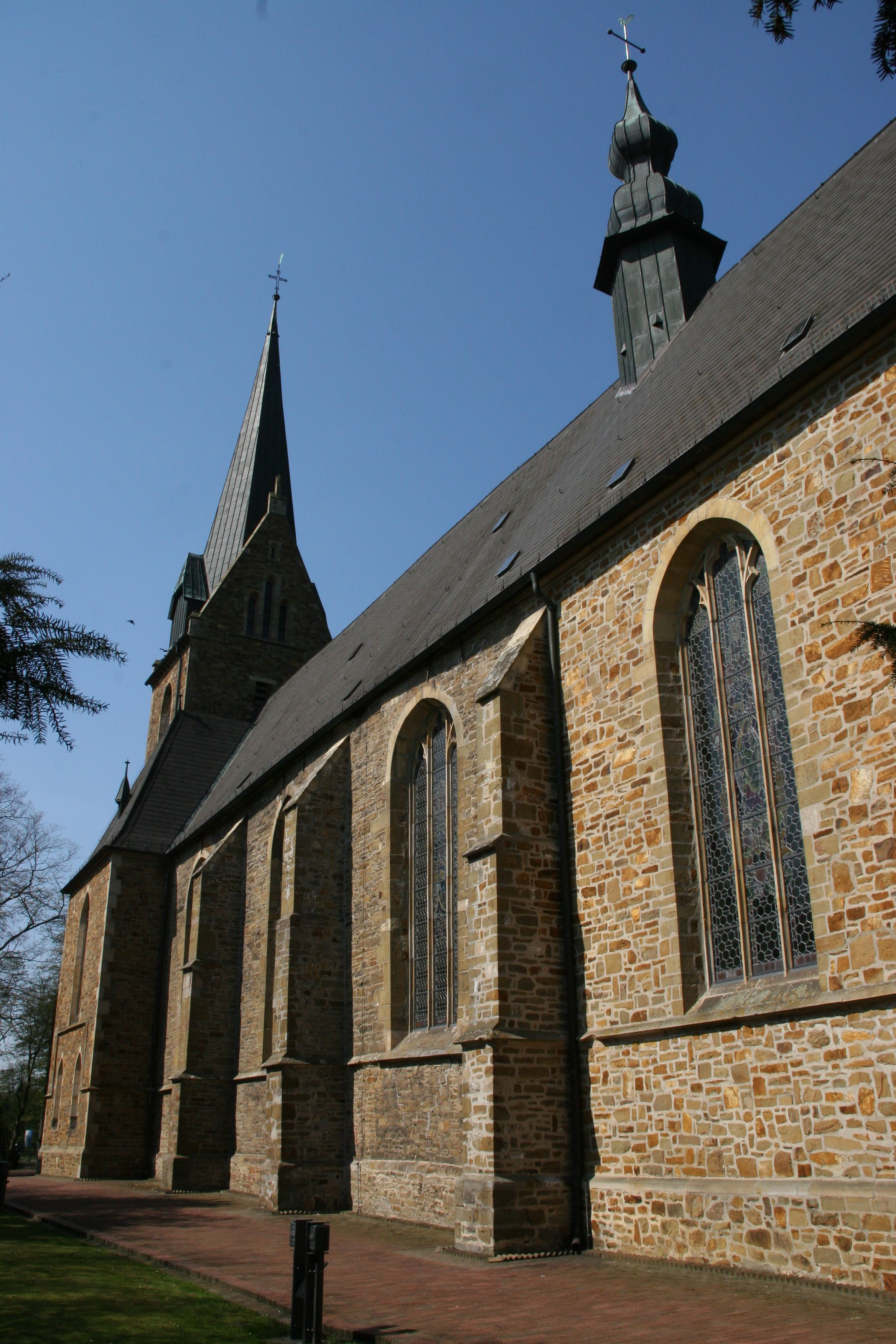
洗礼者聖ヨハネ教会

修道院のほかに、現在のカトリック教区教会であり巡礼教会となっている1426年建造の洗礼者聖ヨハネ教会がある。その教会塔は1902年から1904年に建設された。この教会は3つのバロック祭壇や1733年に造られたゴシック様式のヴォールトなど豊かな調度を有している。この教会の最も重要な調度品は1300年頃に製作され、14世紀から崇拝されている等身大の「ラーゲの聖十字架像」である。信者らは重さ 134 kg のこの中世の十字架を現在も教会の周りで担ぎ、病人や死者のために祈りを捧げる。十字架に掛けられたキリストの頭には聖地の小石や記念品と言った様々な聖遺物が掛けられている。これらは包まれ、古いラベルがつけられている。さらに使徒アンドレアスやバルトロメウスの聖遺物が保管されているほか、殉教者聖ゲオルク、聖ペトロニラ、聖レギーナ、聖バルバラ、聖ゼバスティアン、聖マルガリタ、カンタベリー大司教トマス・ベケット、聖コルドュラの聖遺物がある。1987年の修復作業の際に、福者マリア・オイティミアの遺品の十字架が奉献された。
1995年からオスナブリュック司教区とその教会区では、毎年十字架挙栄祭の祝日（9月14日）またはその後の日曜日に、司教区の巡礼「病者とともに病者のために」を行うため人々が集まってくる。オスナブリュック司教または補佐司教が教会広場でミサを執り行う。礼拝の後、司教、司祭、助祭たちはそれぞれねぎらいの祝福を贈る。

#### 福音主義ルター派のエマオ礼拝堂
リーステは昔からブラームシェ教会区 (Kirchspiel) に属していた。福音主義ルター派の信者は礼拝に参加するためにブラームシェにある教会までかなり長い道程を往復しなければならなかった。1900年、牧師のヴェプキングはこのことを不憫に想い、リーステに礼拝堂を建設したいと願った。1912年5月18日に定礎がなされ、翌1913年4月8日に礼拝堂が完成した。建設したのは、ハノーファーの教会建築マイスターのルドルフ・エーバーハルト・ヒレブラントであった。礼拝堂はエッフェルンの荒石で造られた壁で囲まれた。内部にはユーゲントシュティール様式の壁画を有している。この礼拝堂の名前の由来は、祭壇裏の窓に設えられたエマオの場面である。この窓は、フランクフルト・アム・マインのリンネマン工房によって設計と製作がなされた。

## 経済と社会資本

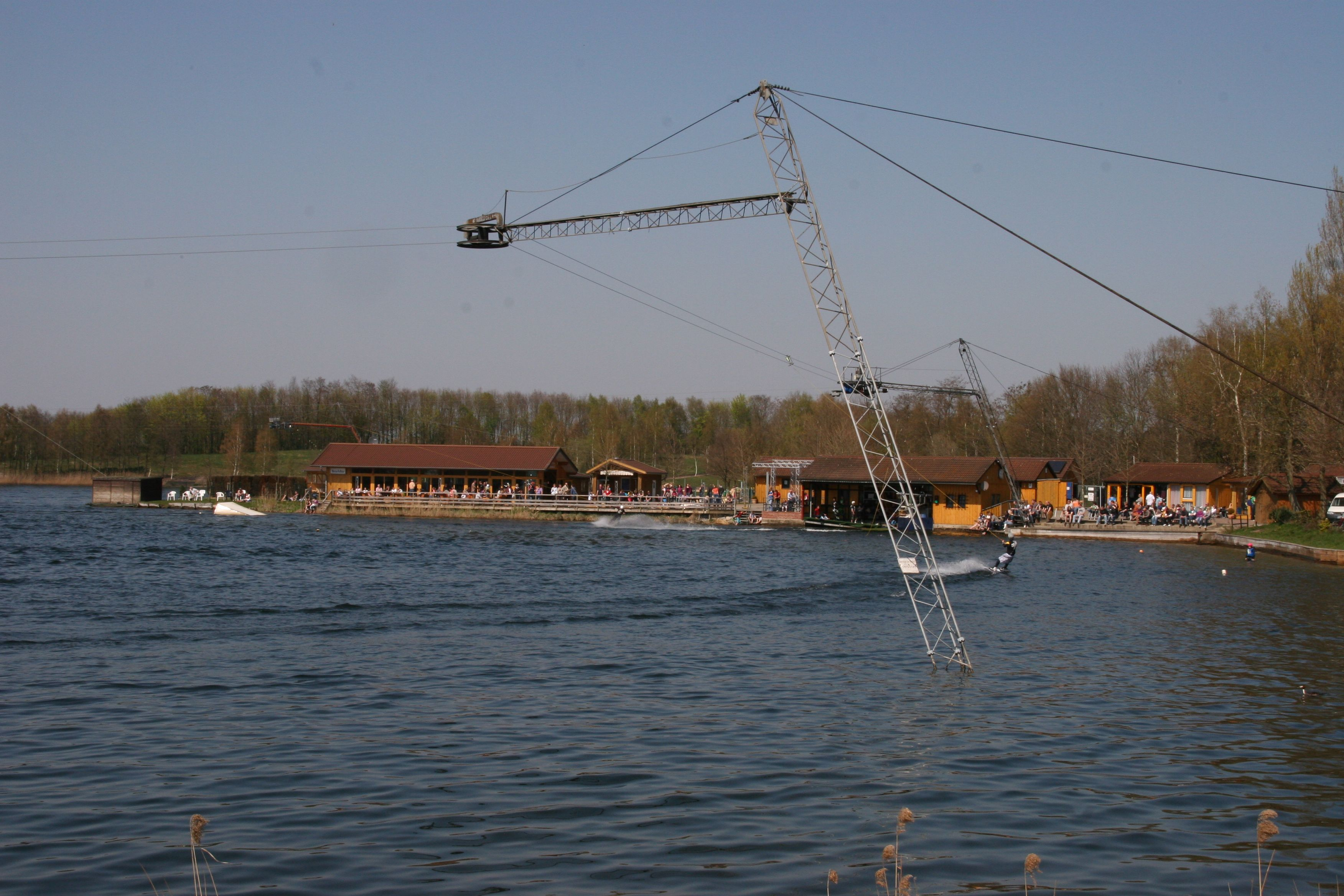
ドゥッベラウ湖の水上スキー施設

### 観光業
アルフ湖のレジャー観光業はこの町と地域にとって重要な経済因子である。町域西部には、レジャーハウス、多くのキャンプ場、スポーツ施設を備えた広大なレジャーパークがある。ボート港や、ヨットやサーフィンの機会を提供するヨットスクールがあるアルフ湖自体は、藻が繁殖しており、ウォータースポーツは禁止されている。そのすぐ隣に位置するドゥッベラウ湖は水浴ができ、水上スキーの施設もある。
リーステは、オスナブリュック郡の中で最も宿泊客数の多い自治体である。2000年にはベッド数 152以上のユースホステルが完成した。

### 経済

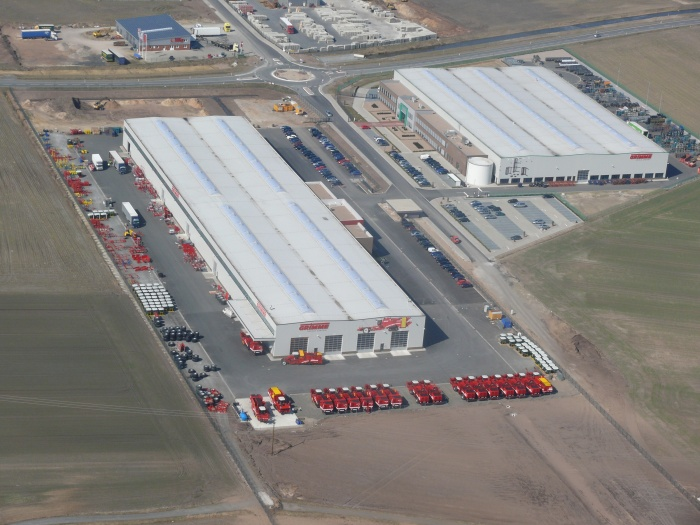
ニーダーザクセンパーク内にあるグリム農機製造

リーステの最も北、フェヒタ郡ノイエンキルヒェンとの町境のアウトバーン A1号線沿いに最終的な広さが 412 ha となる産業・工業地区「ニーダーザクセンパーク」がある。

### 交通
町の中心にあるリーステ駅は、町を南西から北東に横断する鉄道デルメンホルスト - ヘゼーペ線の駅である。ここでは、1時間ごとにノルトヴェストバーンが運行するレギオナルバーン RB58（オスナブリュック - ブレーメン）が発着する。リーステへはアウトバーン A1号線ノイエンキルヒェン/フェールデン・インターチェンジおよび連邦道 B68号線を経由してアクセスする。